# شمگره
شمگره (به انگلیسی: Shamgarh) یک منطقهٔ مسکونی در هند است که در بخش ماندسور واقع شده‌است. شمگره ۴۰٬۶۵۷ نفر جمعیت دارد و ۴۵۹ متر بالاتر از سطح دریا واقع شده‌است.